# النقطة الخاطئة

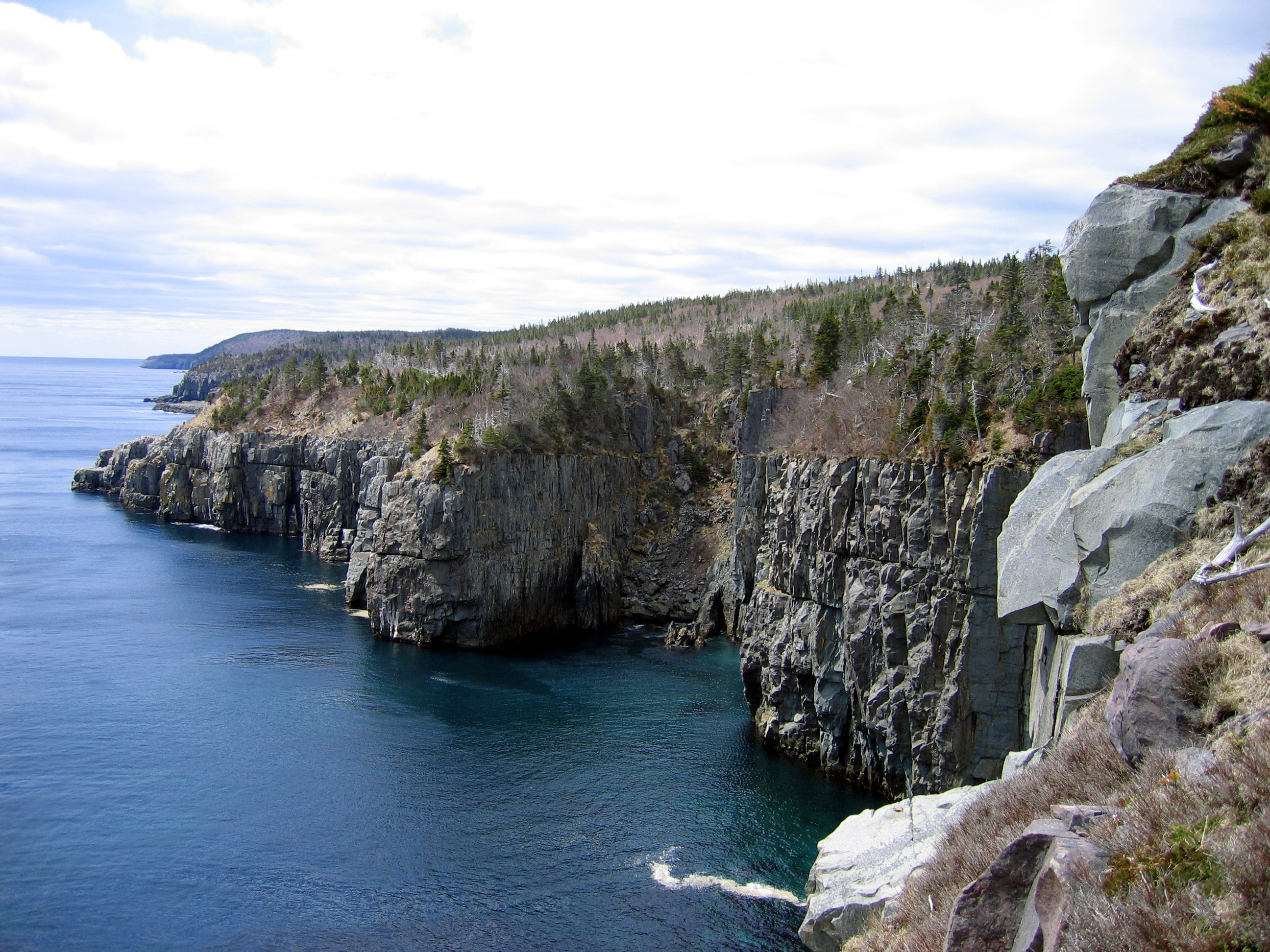

النقطة الخاطئة (بالإنجليزية: Mistaken Point)‏ هو لسان من اليابسة يقع على شبه جزيرة أفالون في جزيرة نيوفاوندلاند قي إقليم نيوفاوندلاند واللابرادور الكندي. إكتسب أسمه من كثرة اصطدام السفن المبحرة بصخوره .

## معرض صور

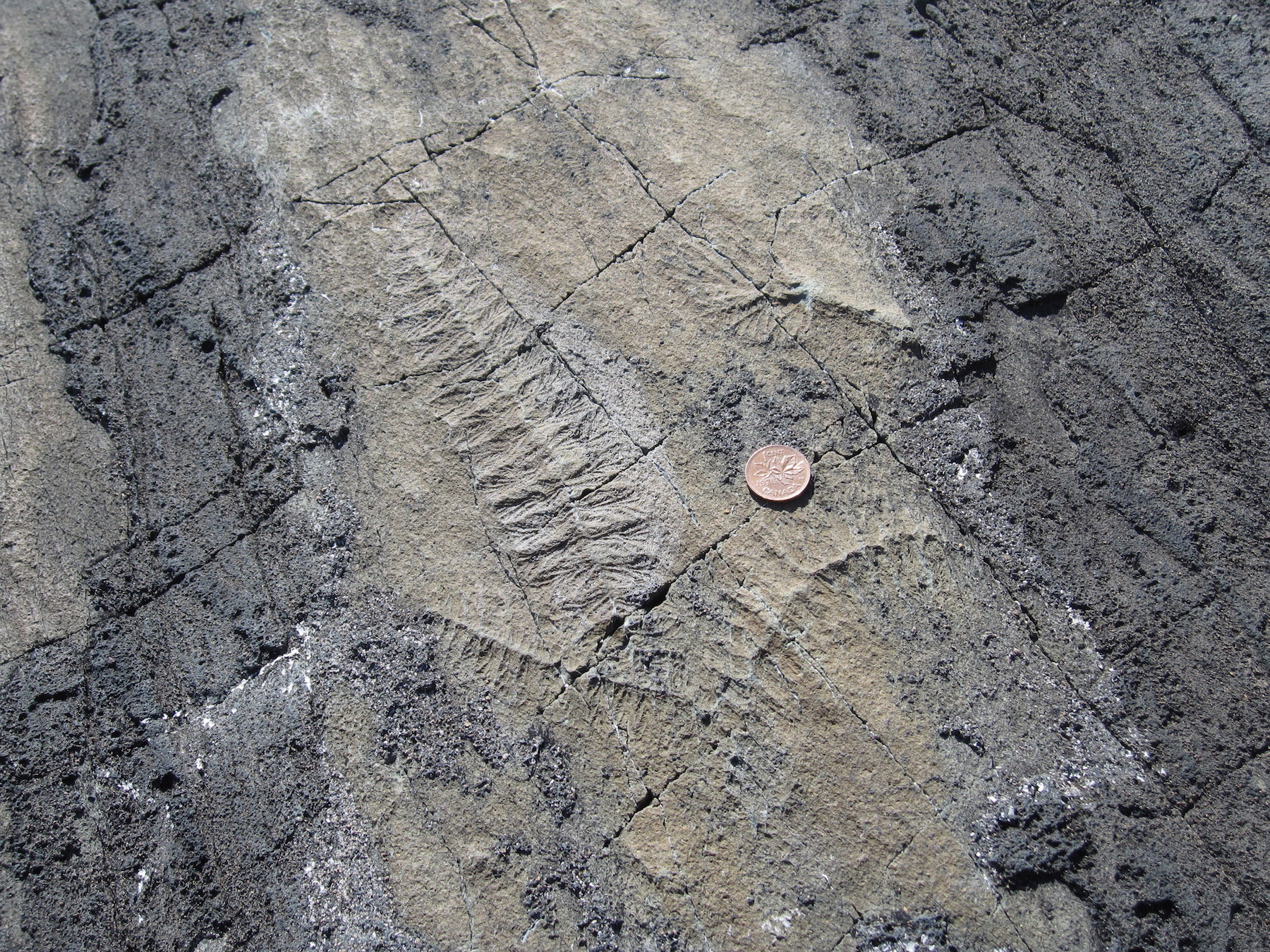
أحافير الإدياكاران
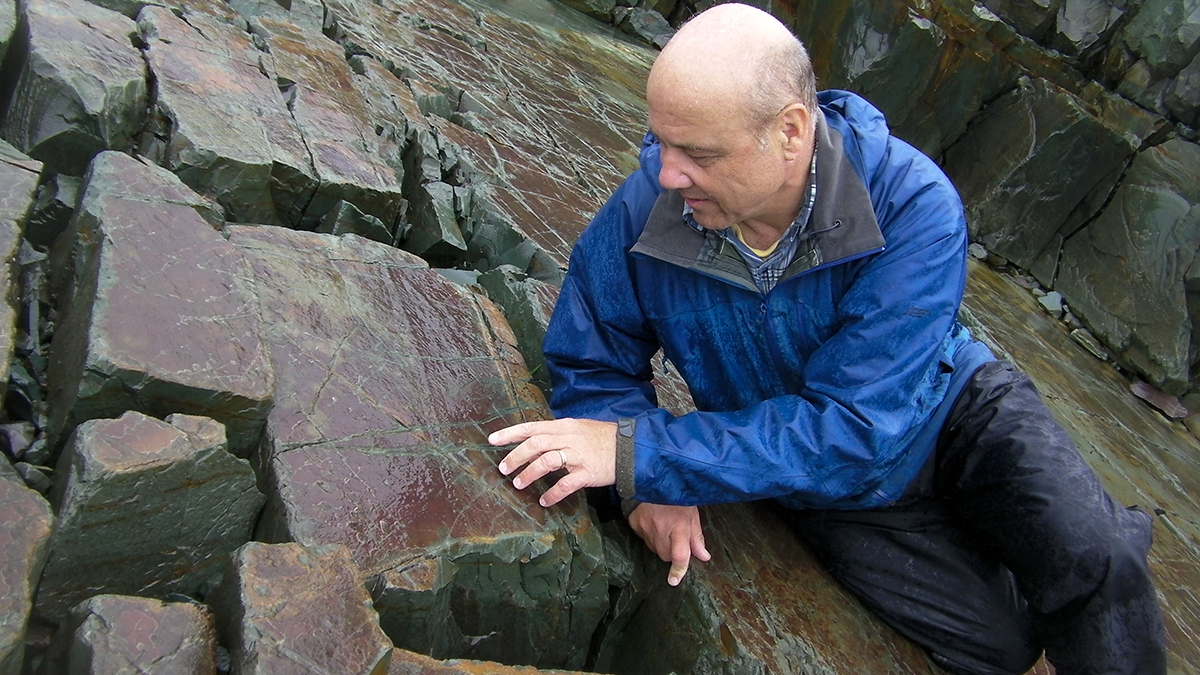
أقدم حيوان متعدد الخلايا.